# All of Us Are Dead
All of Us Are Dead (hangul: 지금 우리 학교는; hanja: 只今 우리 學校는; rr: Jigeum Uri Hakgyoneun; lit. Now at Our School) é uma série de televisão sul-coreana estrelada por Park Ji-hoo, Yoon Chan-young, Cho Yi-hyun, Lomon, Yoo In-soo, Lee Yoo-mi, Kim Byung-chul, Lee Kyu-hyung, e Jeon Bae-soo. Baseado no webtoon da Naver Now at Our School de Joo Dong-geun, que foi publicado entre 2009 e 2011, a série estreou na Netflix em 28 de janeiro de 2022. Em 6 de junho de 2022, a série foi renovada para uma segunda temporada.

## Sinopse
Uma epidemia mortal surge em uma escola. Encurralados, os alunos só tem uma opção: lutar com todas as forças para não virarem zumbis.

## Elenco e personagens

### Elenco principal
- Park Ji-hoo como Nam On-jo[4]

Aluna da Classe 2–5, ela é vizinha, amiga de infância e interesse amoroso de Cheong-san.
- Yoon Chan-young como Lee Cheong-san

Aluno da Classe 2–5, ele é vizinho e amigo de infância de On-jo.
- Cho Yi-hyun como Choi Nam-ra

Presidente da Classe 2–5 e interesse amoroso de Su-hyeok.
- Lomon como Lee Su-hyeok, apelidado de "Bare-su"

Um aluno da Classe 2–5 que é um ex-delinquente reformado.
- Yoo In-soo como Yoon Gwi-nam

Um delinquente escolar que é um aluno da Classe 2–1 e o principal antagonista da série.
- Lee Yoo-mi como Lee Na-yeon

Uma aluna rica, mas arrogante, da Classe 2–5.
- Kim Byung-chul como Lee Byeong-chan

Professor de ciências na Hyosan High e criador do vírus Jonas, atuando como o principal antagonista da série.
- Lee Kyu-hyung como Song Jae-ik

Um detetive da Delegacia de Polícia de Hyosan.
- Jeon Bae-soo como Nam So-ju

Capitão da equipe de resgate 1 do Corpo de Bombeiros de Hyosan e pai de On-jo.

### Recorrente
- Im Jae-hyuk como Yang Dae-su

Um aluno da Classe 2–5 e melhor amigo de Woo-jin.
- Kim Bo-yoon como Seo Hyo-ryung

Uma aluna reclusa da Classe 2–5.
- Ahn Seung-gyun como Oh Joon-yeong

O melhor aluno da Classe 2–5 e o segundo da escola.
- Ham Sung-min como Han Gyeong-su

Um aluno da Classe 2–5 e melhor amigo de Cheong-san, que vem de uma família de baixa renda.
- Kim Joo-ah como Yoon I-sak

Uma aluna da Classe 2–5 e melhor amiga de On-jo.
- Kim Jin-young como Kim Ji-min

Uma aluna da Classe 2–5, melhor amiga de Hyo-ryung e membro do coral da escola.
- Son Sang-yeon como Jang Woo-jin

Um aluno da Classe 2–5 e irmão mais novo de Ha-ri.
- Kim Jung-yeon como Kim Min-ji

Uma aluna da Classe 2–5 e amiga de Dae-su.
- Ha Seung-ri como Jang Ha-ri

Uma aluna do último ano que compete em arco e flecha e irmã mais velha de Woo-jin.
- Lee Eun-saem como Park Mi-jin

Uma aluna do último ano do ensino médio.
- Jin Ho-eun como Jung Min-jae

Um aluno do último ano e membro do clube de arco e flecha da escola.
- Yang Han-yeol como Yoo Jun-seong

Um estudante do último ano e amigo de Mi-jin.
- Hwang Bo-un como Lee Ha-lim

Uma estudante do último ano e amiga de Jun-seong.
- Oh Hye-soo como Min Eun-ji

Uma aluna da Classe 2–1 e vítima de bullying de Gwi-nam.
- Ahn Ji-ho como Kim Cheol-soo

Um aluno da Classe 2–1 e vítima de bullying de Gwi-nam.
- Jung Yi-seo como Kim Hyeon-ju

Uma aluna da Classe 2–5 e uma delinquente.
- Lee Chae-eun como Park Hee-su

Uma aluna da Classe 2–5 que está grávida.
- Lee Min-goo como Lee Jin-su

Um estudante e filho de Byeong-chan que sofre bullying. Ele é o primeiro humano infectado.
- Oh Hee-joon como Son Myung-hwan

Um estudante e líder dos delinquentes.
- Shin Jae-hwi como Park Chang-hoon

Um aluno que participa do bullying contra outros alunos na escola.
- Lee Sang-hee como Park Sun-hwa

Uma professora de inglês e professora titular da Classe 2–5.
- Yoon Byung-hee como Kang Jin-goo

Um professor de esportes.
- Ahn Si-ha como Kim Kyung-mi

A enfermeira da escola.
- Yoon Kyung-ho como Jung Yong-nam

Um professor de coreano e reitor da escola.
- Um Hyo-sup como diretor da escola.
- Park Jae-chul como Jeon Ho-chul

Um policial auxiliar que faz amizade com Jae-ik
- Lee Si-hoon como "Orangibberish"

Um streamer ao vivo.
- Lee Ji-hyun como a mãe de Cheong-san, que administra um restaurante de frango frito em Hyosan e se preocupa profundamente com seu filho.
- Woo Ji-hyun como Kim Woo-shin

O membro mais jovem da equipe de resgate do Corpo de Bombeiros de Hyosan 1.
- Dong Hyun-bae como Park Young-hwan

Um paramédico da equipe de resgate do Corpo de Bombeiros de Hyosan 1.
- Bae Hae-sun como Park Eun-hee

Um membro da Assembleia Nacional representando Hyosan.
- Jo Dal-hwan como Jo Dal-ho

Um assessor sênior.

## Produção

### Desenvolvimento
Em 12 de abril de 2020, a Netflix anunciou através de um comunicado de imprensa que a JTBC Studios e a Film Monster produziriam uma série chamada All of Us Are Dead baseada no popular webtoon Now at Our School.

### Escolha de elenco
Em 19 de abril de 2020, Yoon Chan-young foi confirmado para estrelar a série como um dos alunos. Park Ji-hoo juntou-se ao elenco principal em 22 de abril. Em 1 de julho, Cho Yi-hyun, Park Solomon e Yoo In-soo juntaram-se oficialmente ao elenco.

### Filmagens
A produção foi temporariamente suspensa em agosto de 2020 devido à nova disseminação do COVID-19 na Coreia do Sul.